# Üsönggükuusch
Der Üsönggükuusch (kirgisisch Үзөңгүкууш, Чоң Үзөңгүкууш Tschong Üsönggükuusch, russisch Узёнгю-Кууш Usjongju-Kuusch, chinesisch Qiongwusankushi) ist ein linker Nebenfluss des Toxkan (Kakschaal) in Kirgisistan und in der Volksrepublik China.
Der Üsönggükuusch entspringt in Kirgisistan am Nordhang des westlichen Kokschaaltoo. Der Üsönggükuusch fließt anfangs entlang der Nordflanke des Gebirgszugs in östlicher Richtung. Nach etwa 50 km erreicht er die chinesische Grenze und bildet auf weiteren 20 km die Staatsgrenze. Anschließend wendet sich der Üsönggükuusch nach Süden und durchbricht den Gebirgszug des Kokschaaltoo. Der Üsönggükuusch durchfließt den im Kirgisischen Autonomen Bezirk Kizilsu gelegenen Kreis Akqi in südlicher, danach südöstlicher und schließlich wieder in südlicher Richtung. Der Fluss erreicht die Niederung des Toxkan und mündet östlich des Ortes Akqi in den Toxkan. Der Üsönggükuusch hat eine Länge von 116 km. Er entwässert ein Areal von 2880 km². Der mittlere Abfluss beträgt 25,9 m³/s.